# ورزشگاه شهید باهنر
۳۰°۱۶′۱۵″شمالی ۵۶°۵۹′۱۲″شرقی / ۳۰٫۲۷۰۸۵۷°شمالی ۵۶٫۹۸۶۶۲۹°شرقی
ورزشگاه شهید باهنر کرمان یک ورزشگاه چندمنظوره در شهر کرمان، ایران است. عملیات اجرایی این پروژه از ابتدای سال ۱۳۸۲ آغاز و در سال ۱۳۸۶ پایان یافت. این ورزشگاه در زمینی با مساحت ۵۴ هکتار واقع شده است. زمین فوتبال این ورزشگاه مطابق با استانداردهای بین‌المللی و دارای چمن طبیعی است که به صورت رول اجرا گردیده است. سیستم آبیاری چمن به صورت اتوماتیک بوده، پیست تارتان این ورزشگاه هم مطابق با استانداردهای بین‌المللی است و فضای لازم جهت پرش‌های سه گام، طول و ارتفاع و همچنین پرتاب‌های دیسک، چکش، نیزه و وزنه را دارا می‌باشد. این ورزشگاه در حال حاضر ورزشگاه اختصاصی باشگاه مس کرمان است.

## میزبانی در جام باشگاه های آسیا
مس کرمان با حضور در جام باشگاه‌های آسیا از تیم‌های مهمان در ورزشگاه شهید باهنر میزبانی کرد.